# 153 (liczba)

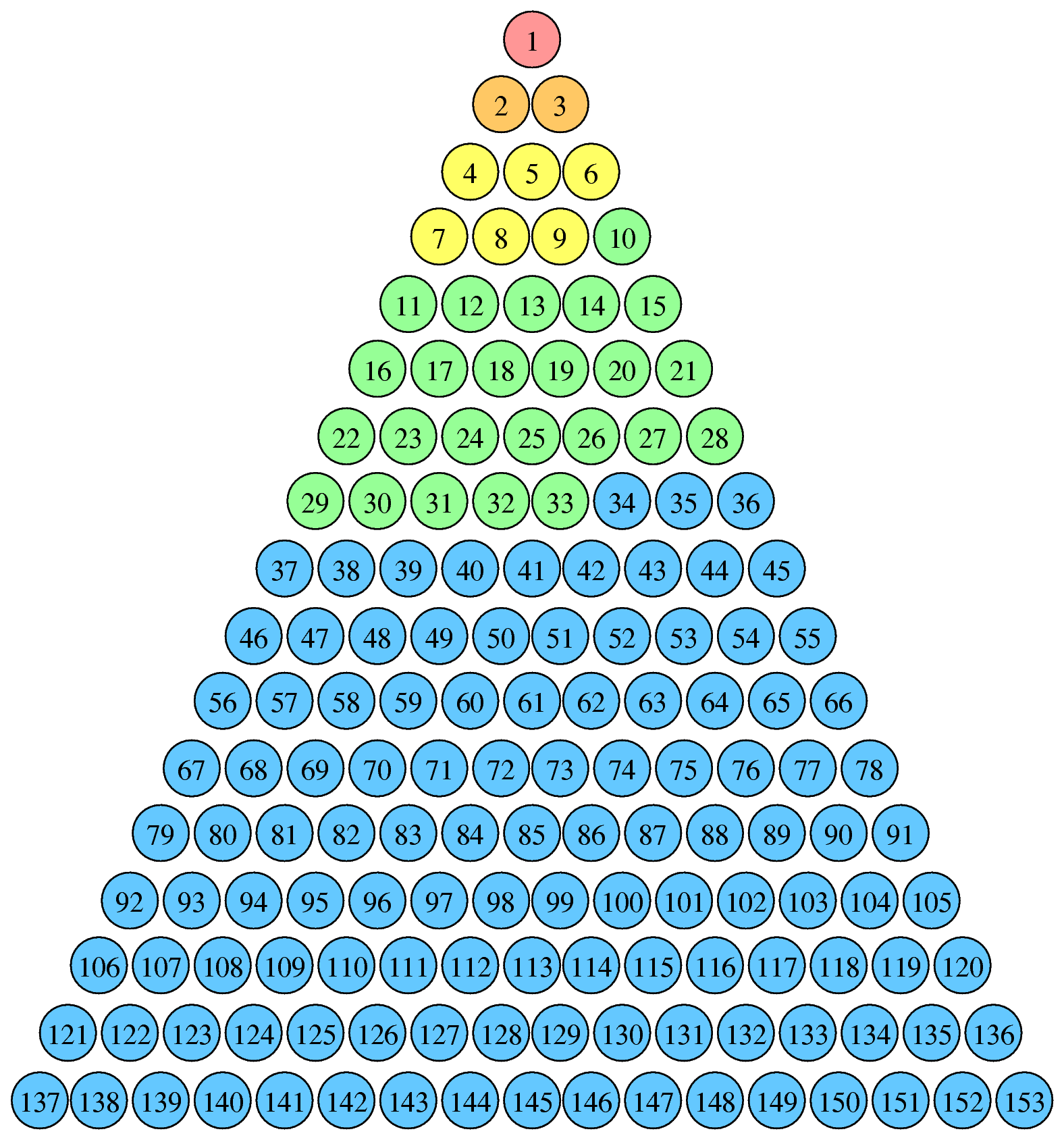
153 jest siedemnastą liczbą trójkątną. Kolory na rysunku ilustrują działanie 1! + 2! + 3! + 4! + 5! = 153

153 (sto pięćdziesiąt trzy) – liczba naturalna następująca po 152 i poprzedzająca 154.

## W matematyce
- 153 jest liczbą Harshada[1]
- 153 jest siedemnastą liczbą trójkątną[2]
- 153 jest liczbą narcystyczną, jedną z czterech liczb trzycyfrowych będącą sumą sześcianów cyfr się na nią składających 1³ + 5³ + 3³ = 153 (pozostałe liczby to 370, 371 oraz 407)
- 153 jest sumą trzech liczb pierwszych[3]
- 153 = 1! + 2! + 3! + 4! + 5!
- 153 = 1 + 2 + 3 + 4 + 5 + 6 + 7 + 8 + 9 + 10 + 11 + 12 + 13 + 14 + 15 + 16 + 17
- 153 należy do 8 trójek pitagorejskich (72, 135, 153), (104, 153, 185), (153, 204, 255), (153, 420, 447), (153, 680, 697), (153, 1296, 1305), (153, 3900, 3903), (153, 11704, 11705).

## W nauce
- liczba atomowa unpenttrium (niezsyntetyzowany pierwiastek chemiczny)
- galaktyka NGC 153
- planetoida (153) Hilda
- kometa krótkookresowa 153P/Ikeya-Zhang

## W Biblii
- 153 ryb liczył cudowny połów na Jeziorze Tyberiadzkim (J 21,1-14).

## W kalendarzu
153. dniem w roku jest 2 czerwca (w latach przestępnych jest to 1 czerwca). Zobacz też co wydarzyło się w roku 153, oraz w roku 153 p.n.e.